# Tweede Kamerverkiezingen in het kiesdistrict Bodegraven

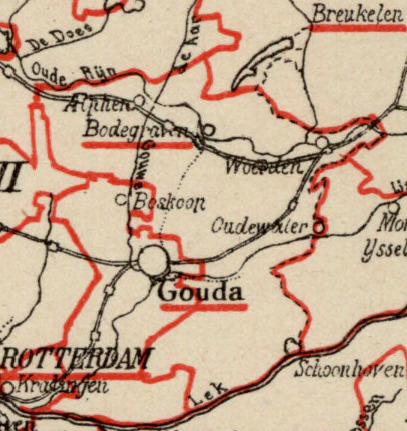
Kiesdistrict Bodegraven (1888)

Tweede Kamerverkiezingen in het kiesdistrict Bodegraven (1888-1918) geeft een overzicht van verkiezingen voor de Nederlandse Tweede Kamer in het kiesdistrict Bodegraven in de periode 1888-1918.
Het kiesdistrict Bodegraven werd ingesteld na de grondwetsherziening van 1887. Tot het kiesdistrict behoorden de volgende gemeenten: Aarlanderveen, 
Alphen, 
Ammerstol, 
Barwoutswaarder, 
Bergambacht, 
Berkenwoude, 
Bodegraven, 
Haastrecht, 
Hazerswoude, 
Hekendorp, 
Lange Ruige Weide, 
Oudewater, 
Papekop, 
Reeuwijk, 
Rietveld, 
Schoonhoven, 
Stolwijk, 
Vlist, 
Waarder, 
Woerden en 
Zwammerdam.
Het kiesdistrict Bodegraven vaardigde in dit tijdvak per zittingsperiode één lid af naar de Tweede Kamer.
Legenda
- cursief: in de eerste verkiezingsronde geëindigd op de eerste of tweede plaats, en geplaatst voor de tweede ronde;
- vet: gekozen als lid van de Tweede Kamer.

## 6 maart 1888
De verkiezingen werden gehouden na vervroegde ontbinding van de Tweede Kamer.
|                           | 6 maart | 20 maart |
| ------------------------- | ------- | -------- |
| Kiesgerechtigden          | 3.896   | 3.500    |
| Opkomst                   | 3.539   | 3.492    |
| Geldige stemmen           | 3.528   | 3.471    |
| Blanco stemmen            | 6       | 20       |
| Kandidaten                |         |          |
| S. van Velzen             | 1.169   | 2.017    |
| J.G. Patijn               | 1.100   | 1.454    |
| A.J.T. Hofman             | 874     |          |
| O.J.H. van Limburg Stirum | 373     |          |

## 9 juni 1891
De verkiezingen werden gehouden na ontbinding van de Tweede Kamer.
|                    | 9 juni | 23 juni |
| ------------------ | ------ | ------- |
| Kiesgerechtigden   | 3.972  | 3.972   |
| Opkomst            | 3.407  | 3.587   |
| Geldige stemmen    | 3.402  | 3.571   |
| Blanco stemmen     | 6      | 15      |
| Kandidaten         |        |         |
| S. van Velzen      | 1.154  | 1.790   |
| J.N. Bastert       | 1.475  | 1.781   |
| H.J.A.M. Schaepman | 708    |         |
| J.J. Duynstee      | 60     |         |

## 10 april 1894
De verkiezingen werden gehouden na vervroegde ontbinding van de Tweede Kamer.
|                               | 10 april | 24 april |
| ----------------------------- | -------- | -------- |
| Kiesgerechtigden              | 3.956    | 3.718    |
| Opkomst                       | 2.652    | 2.403    |
| Geldige stemmen               | 2.614    | 2.261    |
| Blanco stemmen                | 34       | 129      |
| Kandidaten                    |          |          |
| A. Knijff                     | 599      | 1.219    |
| C.M.E. van Löben Sels         | 775      | 1.042    |
| G.J.T. Beelaerts van Blokland | 594      |          |
| J.J. Duynstee                 | 591      |          |

## 15 juni 1897
De verkiezingen werden gehouden na ontbinding van de Tweede Kamer.
|                      | 15 juni | 25 juni |
| -------------------- | ------- | ------- |
| Kiesgerechtigden     | 6.787   | 6.787   |
| Opkomst              | 5.498   | 6.083   |
| Geldige stemmen      | 5.361   | 6.022   |
| Blanco stemmen       | 137     | 61      |
| Kandidaten           |         |         |
| A. Knijff            | 1.810   | 3.034   |
| J.C. von Briel Sasse | 2.470   | 2.988   |
| N.D. Kemink          | 629     |         |
| J. Ortt              | 452     |         |

## 14 juni 1901
De verkiezingen werden gehouden na ontbinding van de Tweede Kamer.
|                       | 14 juni | 27 juni |
| --------------------- | ------- | ------- |
| Kiesgerechtigden      | 7.160   | 7.160   |
| Opkomst               | 6.115   | 6.332   |
| Geldige stemmen       | 6.028   | 6.299   |
| Blanco stemmen        | 87      | 33      |
| Kandidaten            |         |         |
| J.W.H.M. van Idsinga  | 2.034   | 3.675   |
| A. Knijff             | 2.475   | 2.624   |
| J.H. de Waal Malefijt | 1.519   |         |

## 16 juni 1905
De verkiezingen werden gehouden na ontbinding van de Tweede Kamer.
|                      | 16 juni |
| -------------------- | ------- |
| Kiesgerechtigden     | 8.751   |
| Opkomst              | 7.988   |
| Geldige stemmen      | 7.927   |
| Blanco stemmen       | 61      |
| Kandidaten           |         |
| J.W.H.M. van Idsinga | 4.838   |
| K. Reyne             | 2.759   |
| P.J. Troelstra       | 330     |

## 11 juni 1909
De verkiezingen werden gehouden na ontbinding van de Tweede Kamer.
|                      | 11 juni |
| -------------------- | ------- |
| Kiesgerechtigden     | 8.888   |
| Opkomst              | 6.890   |
| Geldige stemmen      | 6.821   |
| Blanco stemmen       | 69      |
| Kandidaten           |         |
| J.W.H.M. van Idsinga | 4.772   |
| J. Kraus             | 1.695   |
| H. Spiekman          | 354     |

## 17 juni 1913
De verkiezingen werden gehouden na ontbinding van de Tweede Kamer.
|                      | 17 juni |
| -------------------- | ------- |
| Kiesgerechtigden     | 9.455   |
| Opkomst              | 8.034   |
| Geldige stemmen      | 7.964   |
| Blanco stemmen       | 70      |
| Kandidaten           |         |
| J.W.H.M. van Idsinga | 5.043   |
| J.W.F.S. Middelbeek  | 2.490   |
| J. Timmer            | 431     |

## 15 juni 1917
De verkiezingen werden gehouden na ontbinding van de Tweede Kamer.
|                      | 15 juni |
| -------------------- | ------- |
| Kiesgerechtigden     | 10.191  |
| Kandidaten           |         |
| J.W.H.M. van Idsinga |         |

De zeven in de vorige Tweede Kamer vertegenwoordigde partijen hadden afgesproken in elkaars kiesdistricten geen tegenkandidaten te stellen. Van Idsinga was derhalve de enige kandidaat; hij werd zonder nadere stemming gekozen verklaard.

## Opheffing
De verkiezing van 1917 was de laatste verkiezing voor het kiesdistrict Bodegraven. In 1918 werd voor verkiezingen voor de Tweede Kamer overgegaan op een systeem van evenredige vertegenwoordiging met kandidatenlijsten van politieke partijen.